# Neurotrixa sulina
Neurotrixa sulina är en tvåvingeart som beskrevs av Costacurta 2005. Neurotrixa sulina ingår i släktet Neurotrixa och familjen husflugor. Inga underarter finns listade i Catalogue of Life.